# Roberto Malatesta
Pour les articles homonymes, voir Malatesta.

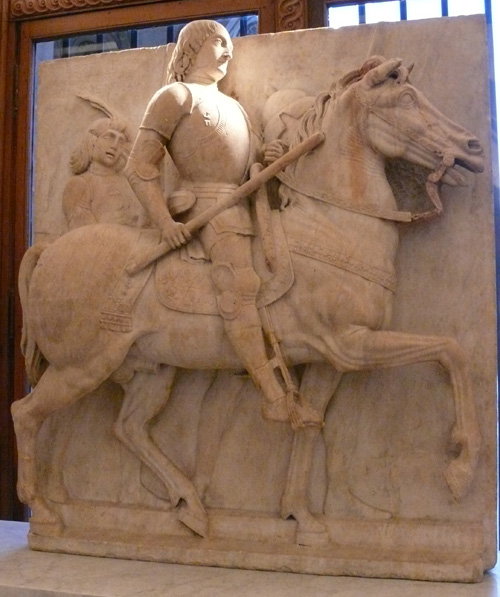
Marbre de son tombeau, élevé par Sixte IV, Attribué à Eusebio da Caravagio.

Roberto Malatesta, né en 1450 à Rome et mort en 1482 en la même ville, est un condottiere italien. 

## Biographie
Il est le fils de Sigismond Malatesta, seigneur de Rimini et de Cesena et de sa troisième épouse Iseult des Actes.
En 1468, le pape Pie II lui offre de renoncer à la ville de Rimini contre de l'argent, en effet un conflit ancestral les oppose pour la possession de la ville. Sous couvert d'un accord, il accepte l'argent mais entre dans la ville, que sa mère dirigeait en son nom, pour en prendre possession. Devant l'affront, le pape envoie une armée commandée par Napoléon Orsini qui occupe le village de San Giuliano, mais la victoire de Roberto, le 30 août 1469, oblige les troupes papales à refluer. Il fait fortifier la ville de Rimini.
En 1471, Roberto se marie avec Élisabeth de Montefeltre, fille de Frédéric III pour conforter l'alliance qui avait permis de battre l'armée papale. Pie II meurt la même année et Roberto en profite pour reconquérir plusieurs châteaux, cependant que le nouveau pape Sixte IV lève l'interdiction pour Rimini. C'est encore cette même année qu'il est anobli par le roi de Naples Ferdinand Ier.
En 1475, il est investi du vicariat de Rimini par le pape Sixte IV et épouse Elisabetta, la fille de Frédéric III de Montefeltro qui l'a toujours soutenu dans sa volonté de maintenir le pouvoir des Malatesta sur Rimini, sans doute par crainte de voir les papes en finir avec tous les seigneurs de la région
Roberto Malatesta s'allie avec les Florentins contre l'Église en 1478; en infligeant une défaite au parti du pape, celui-ci le bannit de nouveau de Rimini.
En 1480, il est nommé général de la république de Venise; en 1482, Venise et le pape forment une ligue contre le roi de Naples, le duc de Florence et les villes de Milan et Ferrare. Il va donc combattre pour la ligue dans la région de Ferrare. Le pape Sixte IV l'appelle pour défendre les États de Rome qui étaient menacés par le duc de Calabre. La même année, il revient reprendre Rome pour le pape et y trouve la mort après l'avoir délivrée. Il repose en la basilique Saint-Pierre.

## Sources
- (it) Cet article est partiellement ou en totalité issu de l’article de Wikipédia en italien intitulé « Roberto Malatesta » (voir la liste des auteurs).